# Twixlumer Kirche

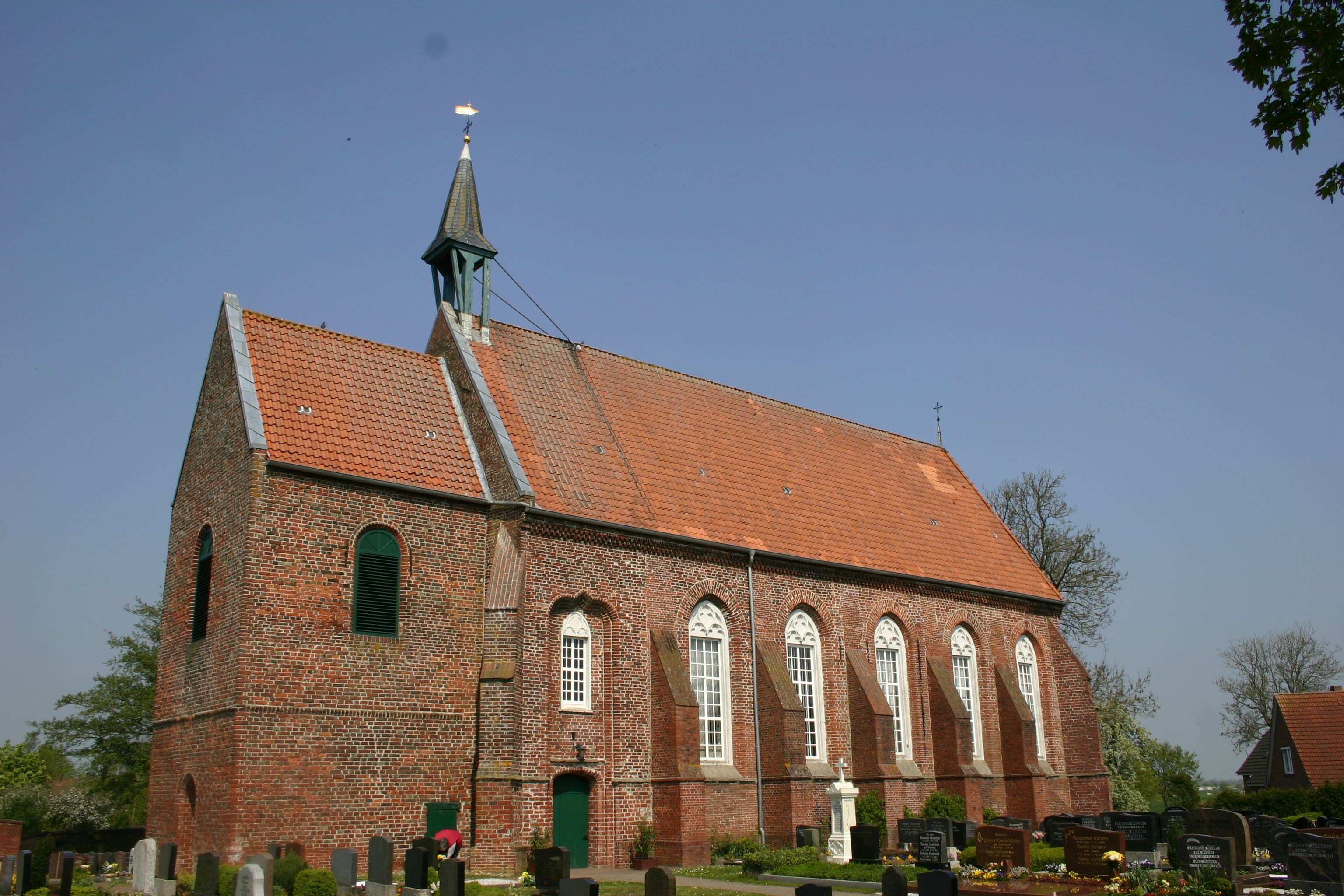
Twixlumer Kirche

Die evangelisch-reformierte Twixlumer Kirche in der ostfriesischen Stadt Emden ist der um 1500 errichtete Nachfolgebau eines Gotteshauses aus der zweiten Hälfte des 14. Jahrhunderts.

## Geschichte
Der älteste erhaltene Teil der Twixlumer Kirche ist der Turm, dessen Entstehungszeit anhand des Steinformates und der Bauweise auf die zweite Hälfte des 14. Jahrhunderts datiert. Östlich schloss das Kirchenschiff des Vorgängerbaus an, dessen Fußboden sich etwa einen Meter unter dem heutigen Niveau befand. Um 1500 wurde dieser Kirchenbau eingerissen und auf dessen Grundmauern das heutige einschiffige gotische Gebäude errichtet, das im Osten um einen Chor erweitert wurde.
Im Zweiten Weltkrieg wurde die Kirche bei einem Luftangriff stark beschädigt. Die anschließenden Instandsetzungsarbeiten zogen sich über Jahre hin. 1953 wurde sie wieder in Gebrauch genommen.

## Ausstattung

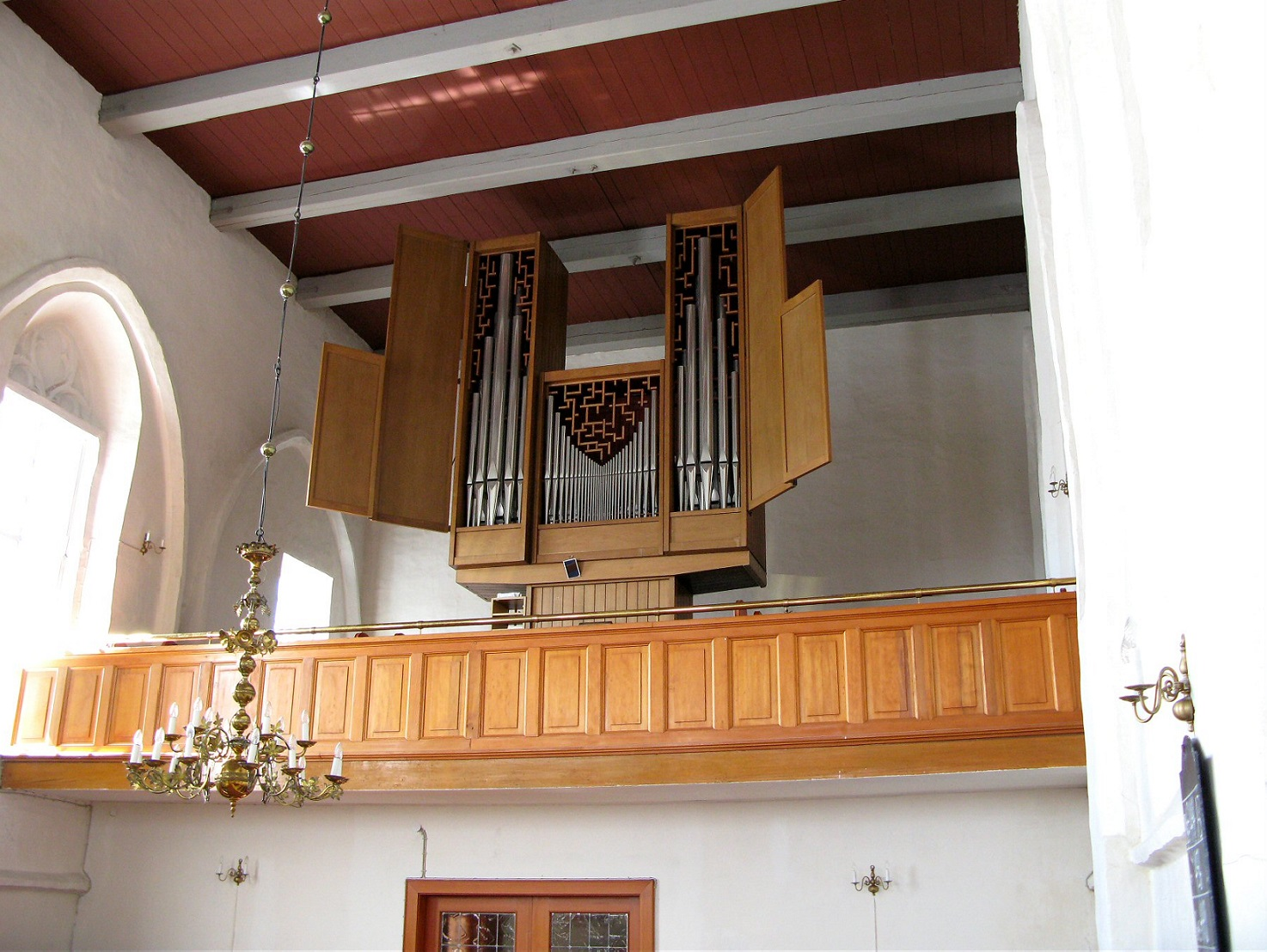
Westempore mit Kuhn-Orgel

Die 1788 geschaffene Kanzel sowie der auf das Jahr 1700 datierte Abendmahlstisch wurden in den 1990er Jahren umfassend restauriert. Zu den weiteren Ausstattungsgegenständen gehört eine Kanne aus dem Jahre 1815. Sie wurde von den Erben des Sielrichters Kampe Wyards Teelmann und dessen Frau Janken Sybens Sappen gestiftet. 
Die Orgel wurde 1965 vom Schweizer Orgelbau Kuhn errichtet und 1995 von Bartelt Immer repariert.